# Jarmo Myllys
Jarmo Pentti Myllys (Savonlinna, 29 maggio 1965) è un allenatore di hockey su ghiaccio ed ex hockeista su ghiaccio finlandese.

## Carriera

### Club
Nella sua lunga carriera ha giocato perlopiù nel massimo campionato del suo paese, la SM-liiga, con l'Ilves Tampere (1983-1986), il Lukko Rauma (1986-1988 e 1993-1944), gli Espoo Blues (2001-2003) e il SaiPa Lappeenranta (2003-2005).
Scelto dai Minnesota North Stars al draft 1987, sbarcò in Nord America nel 1988, ma nelle tre stagioni sotto contratto con la squadra NHL raccolse sole 12 presenze, giocando perlopiù nel farm team in International Hockey League, i Kalamazoo Wings. Meglio andò nella stagione 1991-1992 con i San Jose Sharks, con 27 presenze, ma Myllys preferì comunque tornare in Europa, dapprima nella 1. Divisioona (la seconda serie finlandese), poi in SM-Liiga per la seconda esperienza coi Lukko Rauma.
Si trasferì poi nell'Elitserien svedese, dove giocò per sette stagioni nelle file del Luleå HF, aggiudicandosi anche il Guldhjälmen. È stato inoltre il primo portiere a mettere a segno una rete nel campionato svedese: è accaduto il 16 gennaio 1999 in una gara contro il Leksand IF.
Tornò quindi in patria per le ultime quattro stagioni, due ai Blues Espoo e due col SaiPa Lappeenranta (con una parentesi in Svezia con l'HV71 Jönköping al termine della stagione 2003-2004).
La sua maglia numero 35 è stata ritirata sia dal Luleå HF che dal SaPKo.

### Nazionale
Con la nazionale della Finlandia ha disputato sette edizioni dei mondiali, con una medaglia d'oro (Svezia 1995) e tre d'argento (Italia 1994, Svizzera 1998 e Germania 2001); due edizioni della Canada Cup; e tre edizioni dei Giochi Olimpici Invernali, con una medaglia d'argento (Calgary 1988) e due di bronzo (Lillehammer 1994 e Nagano 1998)

### Allenatore
Dopo il ritiro è divenuto allenatore dei portieri del SaiPa, ruolo ricoperto fino al 2012. Ha allenato i portieri anche delle nazionali finlandesi giovanili Under 16 (2008-2009) e Under 18 (2010-2011).
Dopo due stagioni di stop, nel 2014 è passato al Klagenfurt, sempre come allenatore dei portieri (ma per un periodo ha rivestito ad interim il ruolo di assistente allenatore). È tornato in patria nel 2015, divenendo assistente allenatore del SaPKo, rimanendovi fino al termine della stagione 2020-2021 (con l'eccezione della stagione 2019-2020).
È tornato a fare l'allenatore dei portieri per una squadra austriaca nella stagione 2021-2022 (il VEU Feldkirch in Alps Hockey League), per poi divenire assistente allenatore dell'Hokki nella seconda serie finlandese.

## Palmarès

### Club
- 1 SM-liiga
  - 1984-1985 (Ilves Tampere)
- 2 Elitserien
  - 1995-1996 (Luleå HF)
  - 2003-2004 (HV71 Jönköping)

### Nazionale
- Giochi Olimpici Invernali
  -  Argento: 1 (Calgary 1988)
  -  Bronzo: 2 (Lillehammer 1994 e Nagano 1998)
- Campionato del mondo di hockey su ghiaccio
  -  Oro: 1 (Svezia 1995)
  -  Argento: 3 (Italia 1994, Svizzera 1998 e Germania 2001)
- Campionato del mondo di hockey su ghiaccio Under 20
  -  Argento: 1 (Svezia 1984)

### Individuali
- Guldhjälmen
  - 1997
- Kultainen kypärä
  - 1987-1988